# Země světa (časopis)
Země světa je český zeměpisný a cestopisný časopis, který v monotematických číslech podává informace o historických a uměleckých památkách, přírodě, historii, tradicích a zvycích států, regionů nebo měst. Některá z prvních čísel byla pestrá, záhy se časopis profiloval jako monotematický. Vychází měsíčně od května 2002. Časopis je bohatě vybaven fotografiemi a v úvodním textu je mapa. Některá čísla vyšla i v cizojazyčných mutacích. Šéfredaktorkou je Miluše Žáková a odpovědným redaktorem Jaroslav Hofmann.
Podobně jako Lidé a Země, z jehož formátu se vyvinul, vychází ve velikosti A5. Vydavatelem je GeoBohemia, s r.o.

## Vydání

### Ročník 2002
- 5/2002: Příroda Austrálie
- 6/2002: Západní Francie
- 7/2002: Turecko (1)
- 8/2002: Třeboňsko (1)
- 9/2002: pestré číslo
- 10/2002: Londýn (1)
- 11/2002: Mexiko (1)
- 12/2002: pestré číslo

### Ročník 2003
- 1/2003: Skotsko (1)
- 2/2003: Španělsko (1)
- 3/2003: pestré číslo
- 4/2003: Český ráj (1)
- 5/2003: Země Evropské unie
- 6/2003: Švýcarsko (1)
- 7/2003: pestré číslo
- 8/2003: Jihoafrická republika (1)
- 9/2003: Thajsko (1)
- 10/2003: Paříž (1)
- 11/2003: Ministáty (Andorra, Gibraltar, Lichtenštejnsko, Malta, Monako, San Marino, Vatikán)
- 12/2003: České středohoří (1)

### Ročník 2004
- 1/2004: Čína (1)
- 2/2004: Severovýchodní Francie
- 3/2004: pestré číslo
- 4/2004: Jižní Morava
- 5/2004: Itálie
- 6/2004: Slovensko
- 7/2004: pestré číslo
- 8/2004: České Švýcarsko, Labské pískovce
- 9/2004: Německo
- 10/2004: Vídeň (1)
- 11/2004: pestré číslo
- 12/2004: Egypt (1)

### Ročník 2005
- 1/2005: Maroko (1)
- 2/2005: Norsko (1)
- 3/2005: Jihozápad USA (1)
- 4/2005: Šumava
- 5/2005: pestré číslo
- 6/2005: Řecko
- 7/2005: Lázeňský trojúhelník, vyšel v několika jazykových mutacích
- 8/2005: Anglie (1)
- 9/2005: Indie
- 10/2005: Kalábrie
- 11/2005: Zámky na Loiře (1)
- 12/2005: Řím (1)

### Ročník 2006
- 1/2006: Estonsko, Lotyšsko, Litva
- 2/2006: Krušné hory
- 3/2006: Kanada (1)
- 4/2006: Vysočina (1)
- 5/2006: Portugalsko (1)
- 6/2006: Jižní Francie (1)
- 7/2006: Východní Čechy (1)
- 8/2006: Irsko (1)
- 9/2006: Karibik
- 10/2006: Petrohrad (1)
- 11/2006: Toskánsko (1)
- 12/2006: Španělsko 2

### Ročník 2007
- 1/2007: Island (1)
- 2/2007: Wales
- 3/2007: Tunisko
- 4/2007: Švýcarsko 2
- 5/2007: Chorvatsko
- 6/2007: Česká Kanada – Jindřichohradecko
- 7/2007: Alpy
- 8/2007: Český les
- 9/2007: Polynésie
- 10/2007: Benátky
- 11/2007: Korsika
- 12/2007: Thajsko 2

### Ročník 2008
- 1/2008: Znojemsko a Podyjí
- 2/2008: Francie Rhôna-Alpy
- 3/2008: Peking
- 4/2008: Itálie – Jižní Tyrolsko
- 5/2008: Krkonoše
- 6/2008: Vysoké Tatry
- 7/2008: Slovinsko
- 8/2008: Skotsko 2
- 9/2008: Izrael
- 10/2008: New York (1)
- 11/2008: Švédsko
- 12/2008: Jeseníky

### Ročník 2009
- 1/2009: Peru
- 2/2009: Salcbursko
- 3/2009: Malta
- 4/2009: Anglie 2
- 5/2009: Francie – památky UNESCO
- 6/2009: Nový Zéland
- 7/2009: Českobudějovicko
- 8/2009: Praha – technické památky
- 9/2009: Malajsie
- 10/2009: Berlín
- 11/2009: Kypr
- 12/2009: Irsko 2

### Ročník 2010
- 1/2010: Madeira a Azory
- 2/2010: Nizozemsko (1)
- 3/2010: Flandry
- 4/2010: Itálie – památky UNESCO
- 5/2010: Jižní Francie 2
- 6/2010: Severozápad USA
- 7/2010: Sardinie (1)
- 8/2010: Písecko
- 9/2010: Madrid
- 10/2010: Japonsko (1)
- 11/2010: Londýn 2
- 12/2010: Novohradské hory

### Ročník 2011
- 1/2011: Norsko 2
- 2/2011: Bavorsko (1)
- 3/2011: Itálie – Kampánie
- 4/2011: Švýcarsko 3
- 5/2011: Drážďany
- 6/2011: Mallorka
- 7/2011: Čína 2
- 8/2011: Bavorsko 2
- 9/2011: Vatikán
- 10/2011: Jizerské hory
- 11/2011: Dominikánská republika
- 12/2011: Český ráj 2

### Ročník 2012
- 1/2012: Sicílie (1)
- 2/2012: Vietnam (1)
- 3/2012: České středohoří 2
- 4/2012: Švýcarsko – Graubünden
- 5/2012: Německo – Porýní
- 6/2012: Andalusie
- 7/2012: Londýn 3
- 8/2012: Česko – památky UNESCO
- 9/2012: Bali
- 10/2012: Finsko
- 11/2012: Srí Lanka
- 12/2012: Maďarsko

### Ročník 2013
- 1/2013: Dánsko
- 2/2013: Barcelona
- 3/2013: Česko – duchovní památky
- 4/2013: Švýcarsko – Wallis
- 5/2013: Hamburk
- 6/2013: Mexiko 2
- 7/2013: Anglie 3
- 8/2013: Havaj
- 9/2013: Tyrolsko
- 10/2013: Nepál
- 11/2013: Gran Canaria
- 12/2013: Provence

### Ročník 2014
- 1/2014: Jižní Korea
- 2/2014: Budapešť
- 3/2014: Česko – technické památky
- 4/2014: Švýcarskem po kolejích
- 5/2014: Německo – památky UNESCO
- 6/2014: Horní Rakousko
- 7/2014: Černá Hora
- 8/2014: Filipíny
- 9/2014: Lisabon
- 10/2014: Maroko 2
- 11/2014: Vídeň (2)
- 12/2014: Praha – zahrady a parky

### Ročník 2015
- 1/2015: Paříž (2)
- 2/2015: Řecké ostrovy
- 3/2015: Romantické Česko
- 4/2015: Lucernské jezero – srdce Švýcarska
- 5/2015: Dolní Rakousko
- 6/2015: Milán, Lombardie
- 7/2015: Jihozápad USA (2)
- 8/2015: Portugalsko (2)
- 9/2015: Tenerife
- 10/2015: Čína 3
- 11/2015: Řím (2)
- 12/2015: Braniborsko

### Ročník 2016
- 1/2016: Brazílie
- 2/2016: Toskánsko (2)
- 3/2016: Česko – doba Karla IV.[4]
- 4/2016: Švýcarsko – region Jungfrau a Adelboden
- 5/2016: Tchaj-wan
- 6/2016: Lichtenštejnsko
- 7/2016: San Francisco
- 8/2016: Laos a Kambodža
- 9/2016: Štýrsko
- 10/2016: Řím 2 (3)
- 11/2016: Třeboňsko (2)
- 12/2016: Amsterdam

### Ročník 2017
- 1/2017: Polsko
- 2/2017: České baroko, toto číslo získalo ocenění v Novinářské soutěži Czech Travel Press CTP 2017 v kategorii Baroko v Čechách, na Moravě a ve Slezsku.[5]
- 3/2017: Indonésie
- 4/2017: Provincie Barcelona
- 5/2017: Opavské Slezsko
- 6/2017: Kanada (2)
- 7/2017: Londýn (4)
- 8/2017: Kuba
- 9/2017: Korutany
- 10/2017: Florencie
- 11/2017: Bangkok
- 12/2017: Madeira

### Ročník 2018
- 1/2018: Chorvatské ostrovy
- 2/2018: Pobaltí (2), prezentace časopisu se uskutečnila 27. února na Velvyslanectví Lotyšské republiky v České republice[6]
- 3/2018: Berlín 2
- 4/2018: Bodamské jezero
- 5/2018: Čína – památky UNESCO
- 6/2018: Kanada 2 (3)
- 7/2018: Hodonínsko
- 8/2018: Petrohrad (2)
- 9/2018: Omán
- 10/2018: Itálie – Alpská jezera
- 11/2018: Vietnam 2
- 12/2018: Lipsko

### Ročník 2019
- 1/2019: Lago di Garda
- 2/2019: Nejkrásnější turistické železnice světa
- 3/2019: Poutní cesty do Santiaga de Compostela
- 4/2019: Ticino
- 5/2019: Washington, D. C.
- 6/2019: Austrálie
- 7/2019: Normandie
- 8/2019: Jordánsko
- 9/2019: Kodaň
- 10/2019: Španělsko – památky UNESCO
- 11/2019: Nejkrásnější turistické železnice Ameriky
- 12/2019: Španělsko – památky UNESCO 2

### Ročník 2020
- 1/2020: Chorvatské pobřeží
- 2/2020: Bretaň
- 3/2020: Kréta
- 4/2020: Švýcarsko – Ženevské jezero
- 5/2020: Norsko (3)
- 6/2020: Zámky na Loiře (2)
- 7/2020: Vysočina (2)
- 8/2020: Rakousko
- 9/2020: Orlické hory a Podorlicko
- 10/2020: Rumunsko
- 11/2020: Apulie
- 12/2020: Aljaška

### Ročník 2021
- 1/2021: Východní Čechy (2)
- 2/2021: Evropské poklady (1)
- 3/2021: Švýcarsko – Život v objetí hor
- 4/2021: Island (2)
- 5/2021: Pálava. Lednicko-valtický areál
- 6/2021: Burgundsko. Franche-Comté
- 7/2021: Jeseníky, Rychlebské hory, Králický Sněžník
- 8/2021: Evropské poklady 2
- 9/2021: Ischia
- 10/2021: Dubaj
- 11/2021: Vatikánská muzea
- 12/2021: Valašsko

### Ročník 2022
- 1/2022: Florida
- 2/2022: Jeruzalém
- 3/2022: S Rhétskou drahou po Švýcarsku
- 4/2022: Gruzie
- 5/2022: České Švýcarsko (2)
- 6/2022: Benátsko
- 7/2022: Kostarika
- 8/2022: Máchův kraj, Lužické hory
- 9/2022: Valencie
- 10/2022: Basilicata, Kalábrie
- 11/2022: Kolínsko a Kutnohorsko
- 12/2022: Spojené arabské emiráty

### Ročník 2023
- 1/2023: Thajsko (3)
- 2/2023: Skotsko (3)
- 3/2023: Azorské ostrovy
- 4/2023: Posázaví
- 5/2023: Neapolský záliv, Amalfské pobřeží
- 6/2023: Slovinsko (2)
- 7/2023: Albánie
- 8/2023: Plzeňsko
- 9/2023: Istanbul
- 10/2023: Egypt (2)
- 11/2023: Emilia-Romagna
- 12/2023: Jihoafrická republika (2)

### Ročník 2024
- 1/2024: Turecko (2)
- 2/2024: Sicílie (2)
- 3/2024: New York (2)
- 4/2024: Tokio
- 5/2024: Pomořansko
- 6/2024: Alsasko, Lotrinsko
- 7/2024: Praha
- 8/2024: Nizozemsko (2)
- 9/2024:  Kastilie, La Mancha
- 10/2024: Sardinie (2)
- 11/2024: Porto
- 12/2024: Dolní Slezsko

### Ročník 2025
- 1/2025: Japonsko (2)

## Rozdělení čísel podle témat

### Evropa
| Evropa | Evropa              | Evropa |
| Vlajka | Stát / region       | Destinace a číslo vydání |
| ------ | ------------------- | --- |
|        | Albánie             | Albánie (7/2023) |
|        | Andorra             | Ministáty (11/2003) |
|        | Belgie              | Flandry (3/2010) |
|        | Bělorusko           | |
|        | Bosna a Hercegovina | |
|        | Bulharsko           | |
|        | Černá Hora          | Černá Hora (7/2014) |
|        | Česko               | Česká Kanada – Jindřichohradecko (6/2007), České baroko (2/2017), České středohoří (1) (12/2003), České středohoří 2 (3/2012), České Švýcarsko, Labské pískovce (8/2004), České Švýcarsko (2) (5/2022), Českobudějovicko (7/2009), Český les (8/2007), Český ráj (1) (4/2003), Český ráj 2 (12/2011), Doba Karla IV. (3/2016), Duchovní památky (3/2013), Hodonínsko (7/2018), Jeseníky (12/2008), Jeseníky. Rychlebské hory. Králický Sněžník (7/2021), Jizerské hory (10/2011), Jižní Morava (4/2004), Kolínsko a Kutnohorsko (11/2022), Krkonoše (5/2008), Krušné hory (2/2006), Lázeňský trojúhelník (7/2005), Máchův kraj, Lužické hory (8/2022), Novohradské hory (12/2010), Opavské Slezsko (5/2017), Orlické hory a Podorlicko (9/2020), Pálava. Lednicko-valtický areál (5/2021), Památky UNESCO (8/2012), Písecko (8/2010), Plzeňsko (8/2023), Posázaví (4/2023), Praha (7/2024), Praha – technické památky (8/2009), Praha – zahrady a parky (12/2014), Romantické Česko (3/2015), Šumava (4/2005), Technické památky (3/2014), Třeboňsko (1) (8/2002), Třeboňsko (2) (11/2016), Valašsko (12/2021), Východní Čechy (1) (7/2006), Východní Čechy (2) (2/2021), Vysočina (1) (4/2006), Vysočina (2) (7/2020), Znojemsko a Podyjí (1/2008) |
|        | Dánsko              | Dánsko (1/2013), Kodaň (9/2019) |
|        | Estonsko            | Estonsko, Lotyšsko, Litva (1/2006), Pobaltí (2) (2/2018) |
|        | Evropa              | Evropské poklady (2/2021), Evropské poklady 2 (8/2021) |
|        | Finsko              | Finsko (10/2012) |
|        | Francie             | Alsasko. Lotrinsko (6/2024), Bretaň (2/2020), Burgundsko. Franche-Comté (6/2021), Jižní Francie (1) (6/2006), Jižní Francie 2 (5/2010), Korsika (11/2007), Normandie (7/2019), Památky UNESCO (5/2009), Paříž (1) (10/2003), Paříž (2) (1/2015), Provence (12/2013), Rhôna-Alpy (2/2008), Severovýchodní Francie (2/2004), Zámky na Loiře (1) (11/2005), Zámky na Loiře (2) (6/2020), Západní Francie (6/2002) |
|        | Chorvatsko          | Chorvatské ostrovy (1/2018), Chorvatské pobřeží (1/2020), Chorvatsko (5/2007) |
|        | Irsko               | Irsko (1) (8/2006), Irsko 2 (12/2009) |
|        | Island              | Island (1) (1/2007), Island (2) (4/2021) |
|        | Itálie              | Alpská jezera (10/2018), Apulie (11/2020), Basilicata, Kalábrie (10/2022), Benátky (10/2007), Benátsko (6/2022), Emilia-Romagna (11/2023), Florencie (10/2017), Ischia (9/2021), Itálie (5/2004), Jižní Tyrolsko (4/2008), Kalábrie (10/2005), Kampánie (3/2011), Lago di Garda (1/2019), Milán, Lombardie (6/2015), Neapolský záliv, Amalfské pobřeží (5/2023), Památky UNESCO (4/2010), Řím (1) (12/2005), Řím (2) (11/2015), Řím 2 (3) (10/2016), Sardinie (1) (7/2010), Sardinie (2) (10/2024), Sicílie (1) (1/2012), Sicílie (2) (2/2024), Toskánsko (1) (11/2006), Toskánsko (2) (2/2016) |
|        | Lichtenštejnsko     | Lichtenštejnsko (6/2016), Ministáty (11/2003) |
|        | Litva               | Estonsko, Lotyšsko, Litva (1/2006), Pobaltí (2) (2/2018) |
|        | Lotyšsko            | Estonsko, Lotyšsko, Litva (1/2006), Pobaltí (2) (2/2018) |
|        | Lucembursko         | Ministáty (11/2003) |
|        | Maďarsko            | Budapešť (2/2014), Maďarsko (12/2012) |
|        | Malta               | Malta (3/2009), Ministáty (11/2003) |
|        | Moldavsko           | |
|        | Monako              | Ministáty (11/2003) |
|        | Německo             | Bavorsko (1) (2/2011), Bavorsko 2 (8/2011), Berlín (10/2009), Berlín 2 (3/2018), Bodamské jezero (4/2018), Braniborsko (12/2015), Drážďany (5/2011), Hamburk (5/2013), Lipsko (12/2018), Německo (9/2004), Památky UNESCO (5/2014), Porýní (5/2012) |
|        | Nizozemsko          | Amsterdam (12/2016), Nizozemsko (1) (2/2010), Nizozemsko (2) (8/2024) |
|        | Norsko              | Norsko (1) (2/2005), Norsko 2 (1/2011), Norsko (3) (5/2020) |
|        | Polsko              | Dolní Slezsko (12/2024), Polsko (1/2017), Pomořansko (5/2024) |
|        | Portugalsko         | Azorské ostrovy (3/2023), Lisabon (9/2014), Madeira (12/2017), Madeira a Azory (1/2010), Porto (11/2024), Portugalsko (1) (5/2006), Portugalsko (2) (8/2015) |
|        | Rakousko            | Dolní Rakousko (5/2015), Horní Rakousko (6/2014), Korutany (9/2017), Rakousko (8/2020), Salcbursko (2/2009), Štýrsko (9/2016), Tyrolsko (9/2013), Vídeň (1) (10/2004), Vídeň (2) (11/2014) |
|        | Rumunsko            | Rumunsko (10/2020) |
|        | Rusko               | Petrohrad (1) (10/2006), Petrohrad (2) (8/2018) |
|        | Řecko               | Kréta (3/2020), Řecké ostrovy (2/2015), Řecko (6/2005) |
|        | San Marino          | Ministáty (11/2003) |
|        | Severní Makedonie   | |
|        | Slovensko           | Slovensko (6/2004), Vysoké Tatry (6/2008) |
|        | Slovinsko           | Slovinsko (7/2008), Slovinsko (2) (6/2023) |
|        | Srbsko              | |
|        | Španělsko           | Andalusie (6/2012), Barcelona (2/2013), Gran Canaria (11/2013), Kastilie, La Mancha (9/2024), Madrid (9/2010), Mallorka (6/2011), Památky UNESCO (10/2019), Památky UNESCO 2 (12/2019), Poutní cesty do Santiaga de Compostela (3/2019), Provincie Barcelona (4/2017), Španělsko (1) (2/2003), Španělsko 2 (12/2006), Tenerife (9/2015), Valencie (9/2022) |
|        | Švédsko             | Švédsko (11/2008) |
|        | Švýcarsko           | Graubünden (4/2012), Lucernské jezero – srdce Švýcarska (4/2015), Region Jungfrau a Adelboden (4/2016), S Rhétskou drahou po Švýcarsku (3/2022), Švýcarskem po kolejích (4/2014), Švýcarsko (1) (6/2003), Švýcarsko 2 (4/2007), Švýcarsko 3 (4/2011), Ticino (4/2019), Wallis (4/2013), Ženevské jezero (4/2020), Život v objetí hor (3/2021) |
|        | Ukrajina            | |
|        | Vatikán             | Ministáty (11/2003), Vatikán (9/2011), Vatikánská muzea (11/2021) |
|        | Velká Británie      | Anglie (1) (8/2005), Anglie 2 (4/2009), Anglie 3 (7/2013), Londýn (1) (10/2002), Londýn 2 (11/2010), Londýn 3 (7/2012), Londýn (4) (7/2017), Ministáty (11/2003) – Gibraltar, Skotsko (1) (1/2003), Skotsko 2 (8/2008), Skotsko (3) (2/2023), Wales (2/2007) |

### Amerika
| Amerika | Amerika                | Amerika |
| Vlajka  | Stát / region          | Destinace a číslo vydání |
| ------- | ---------------------- | --- |
|         | Brazílie               | Brazílie (1/2016) |
|         | Dominikánská republika | Dominikánská republika (11/2011) |
|         | Kanada                 | Kanada (1) (3/2006), Kanada (2) (6/2017), Kanada 2 (3) (6/2018) |
|         | Karibik                | Karibik (9/2006) |
|         | Kostarika              | Kostarika (7/2022) |
|         | Kuba                   | Kuba (8/2017) |
|         | Mexiko                 | Mexiko (1) 11/2002, Mexiko 2 (6/2013) |
|         | Peru                   | Peru (1/2009) |
|         | Spojené státy americké | Aljaška (12/2020), Florida (1/2022), Havaj (8/2013), Jihozápad USA (1) (3/2005), Jihozápad USA (2) (7/2015), New York (1) (10/2008), New York (2) (3/2024), San Francisco (7/2016), Severozápad USA (6/2010), Washington, D. C. (5/2019) |

### Asie
| Asie   | Asie                    | Asie                                                                                                  |
| Vlajka | Stát                    | Destinace a číslo vydání                                                                              |
| ------ | ----------------------- | --- |
|        | Čína                    | Čína (1) (1/2004), Čína 2 (7/2011), Čína 3 (10/2015), Čína – památky UNESCO (5/2018), Peking (3/2008) |
|        | Filipíny                | Filipíny (8/2014)                                                                                     |
|        | Gruzie                  | Gruzie (4/2022)                                                                                       |
|        | Indie                   | Indie (9/2005)                                                                                        |
|        | Indonésie               | Bali (9/2012), Indonésie (3/2017)                                                                     |
|        | Izrael                  | Izrael (9/2008), Jeruzalém (2/2022)                                                                   |
|        | Japonsko                | Japonsko (1) (10/2010), Japonsko (2) (1/2025), Tokio (4/2024)                                         |
|        | Jižní Korea             | Jižní Korea (1/2014)                                                                                  |
|        | Jordánsko               | Jordánsko (8/2019)                                                                                    |
|        | Kambodža                | Laos a Kambodža (8/2016)                                                                              |
|        | Kypr                    | Kypr (11/2009)                                                                                        |
|        | Laos                    | Laos a Kambodža (8/2016)                                                                              |
|        | Malajsie                | Malajsie (9/2009)                                                                                     |
|        | Nepál                   | Nepál (10/2013)                                                                                       |
|        | Omán                    | Omán (9/2018)                                                                                         |
|        | Spojené arabské emiráty | Dubaj (10/2021), Spojené arabské emiráty (12/2022)                                                    |
|        | Srí Lanka               | Srí Lanka (11/2012)                                                                                   |
|        | Thajsko                 | Bangkok (11/2017), Thajsko (1) (9/2003), Thajsko 2 (12/2007), Thajsko (3) (1/2023)                    |
|        | Tchaj-wan               | Tchaj-wan (5/2016)                                                                                    |
|        | Turecko                 | Istanbul (9/2023), Turecko (1) (7/2002), Turecko (2) (1/2024)                                         |
|        | Vietnam                 | Vietnam (1) (2/2012), Vietnam 2 (11/2018)                                                             |

### Afrika
| Afrika | Afrika                | Afrika                                                                  |
| Vlajka | Stát                  | Destinace a číslo vydání                                                |
| ------ | --------------------- | ----------------------------------------------------------------------- |
|        | Egypt                 | Egypt (1) (12/2004), Egypt (2) 10/2023                                  |
|        | Jihoafrická republika | Jihoafrická republika (1) (8/2003), Jihoafrická republika (2) (12/2023) |
|        | Maroko                | Maroko (1) (1/2005), Maroko 2 (10/2014)                                 |
|        | Tunisko               | Tunisko (3/2007)                                                        |

### Austrálie a Oceánie
| Austrálie a Oceánie | Austrálie a Oceánie | Austrálie a Oceánie                            |
| Vlajka              | Stát / region       | Destinace a číslo vydání                       |
| ------------------- | ------------------- | ---------------------------------------------- |
|                     | Austrálie           | Austrálie (6/2019), Příroda Austrálie (5/2002) |
|                     | Nový Zéland         | Nový Zéland (6/2009)                           |
|                     | Polynésie           | Polynésie (9/2007)                             |